# Ariadna tovarensis
Ariadna tovarensis là một loài nhện trong họ Segestriidae.
Loài này thuộc chi Ariadna. Ariadna tovarensis được Eugène Simon miêu tả năm 1893.